# Giōtīs Panagiōtou
Panagiōtīs Panagiōtou, detto Giōtīs (in greco Παναγιωτης "Γιώτης" Παναγιώτου?; Nicosia, 1º febbraio 1975), è un ex calciatore cipriota, di ruolo difensore.

## Carriera

### Club
Ha svolto la sua carriera prevalentemente nell'Omonia, vincendo due campionati e una Coppa Nazionale.

### Nazionale
Ha giocato 5 partite per la nazionale cipriota tra il 1998 e il 2004.

## Statistiche

### Cronologia presenze e reti in nazionale
| Cronologia completa delle presenze e delle reti in nazionale ― Cipro | Cronologia completa delle presenze e delle reti in nazionale ― Cipro | Cronologia completa delle presenze e delle reti in nazionale ― Cipro | Cronologia completa delle presenze e delle reti in nazionale ― Cipro | Cronologia completa delle presenze e delle reti in nazionale ― Cipro | Cronologia completa delle presenze e delle reti in nazionale ― Cipro | Cronologia completa delle presenze e delle reti in nazionale ― Cipro | Cronologia completa delle presenze e delle reti in nazionale ― Cipro |
| Data                                                                 | Città                                                                | In casa                                                              | Risultato                                                            | Ospiti                                                               | Competizione                                                         | Reti                                                                 | Note                                                                 |
| -------------------------------------------------------------------- | -------------------------------------------------------------------- | -------------------------------------------------------------------- | -------------------------------------------------------------------- | -------------------------------------------------------------------- | -------------------------------------------------------------------- | -------------------------------------------------------------------- | -------------------------------------------------------------------- |
| 18-11-1998                                                           | Serravalle                                                           | San Marino                                                           | 0 – 1                                                                | Cipro                                                                | Qual. Euro 2000                                                      | -                                                                    |                                                                      |
| 5-2-1999                                                             | Paralimni                                                            | Cipro                                                                | 2 – 1                                                                | Finlandia                                                            | Amichevole                                                           | -                                                                    |                                                                      |
| 15-8-2000                                                            | Tirana                                                               | Albania                                                              | 0 – 0                                                                | Cipro                                                                | Amichevole                                                           | -                                                                    | 66’                                                                  |
| 26-2-2001                                                            | Limassol                                                             | Cipro                                                                | 1 – 2                                                                | Lituania                                                             | Amichevole                                                           | -                                                                    | 58’                                                                  |
| 28-2-2001                                                            | Larnaca                                                              | Cipro                                                                | 4 – 3                                                                | Ucraina                                                              | Amichevole                                                           | -                                                                    | 82’                                                                  |
| Totale                                                               |                                                                      | Presenze                                                             | 5                                                                    |                                                                      | Reti                                                                 | 0                                                                    |                                                                      |

## Palmarès

### Competizioni nazionali
- Campionato cipriota: 2

Omonia: 2000-2001, 2002-2003
- Coppa di Cipro: 1

Omonia: 1999-2000